# 天通银
天通银，是天津貴金屬交易所發行的現貨白銀交易商品，屬於证券大宗商品投资品种。

## 外部連結
- 天津貴金屬交易所現貨白銀（天通銀）交易規則（页面存档备份，存于）